# Idaea eremita
Idaea eremita är en fjärilsart som beskrevs av Edward P. Wiltshire 1949. Idaea eremita ingår i släktet Idaea och familjen mätare. Inga underarter finns listade i Catalogue of Life.